# Буис
Буис (фр. Bouisse) насеље је и општина у јужној Француској у региону Лангдок-Русијон, у департману Од која припада префектури Каркасон.
По подацима из 2011. године у општини је живело 93 становника, а густина насељености је износила 3,66 становника/km². Општина се простире на површини од 25,44 km². Налази се на средњој надморској висини од 600 метара (максималној 926 m, а минималној 472 m).

## Демографија
| 1962. | 1968. | 1975. | 1982. | 1990. | 1999. | 2011. |
| ----- | ----- | ----- | ----- | ----- | ----- | ----- |
| 77    | 96    | 72    | 87    | 72    | 85    | 93    |

График промене броја становника у току последњих година